# النادي الرياضي بمنزل بوزلفة
النادي الرياضي بمنزل بوزلفة هو فريق كرة قدم تونسي من مدينة منزل بوزلفة نشط في موسم 2011-2012 في الرابطة التونسية الثالثة لكرة القدم بمجموعة الشمال.

## وصلات خارجية
- الموقع الرسمي للجامعة التونسية لكرة القدم